# 102 Miriam
102 Miriam é um asteroide da cintura de asteroides Foi descoberto pelo astrónomo dinamarquês Christian H. F. Peters, a 22 de agosto de 1868 no Observatório de Litchfield.

## Nome
Christian Peters nomeou asteroide, em honra de Miriam, irmã de Moisés no Antigo Testamento. Essa decisão criou alguma controvérsia porque, até aquele momento, os asteroides eram nomeados em honra a figuras mitológicas e os cristãos não considerariam as figuras bíblicas como tal.
Segundo o astrónomo norte-americano Edward S. Holden, Christian Peters escolheu um nome bíblico com o propósito de irritar um professor de teologia, afirmando que Miriam era uma personagem mitológica.